# Aviastroitel AC-4
Aviastroitel AC-4 Russia je rusko jadralno letalo, ki ga je zasnoval Vladimir Egorovič Fedorov. Proizvajalo ga je podjetje Aircraft Cooperative Mechta, ki je pozneje postalo Aviastroitel, leta 2010 pa se je preimenovalo v Glider Air Craft.Letalo je znano tudi kot Federov AC-4 Russia, Mechta AC-4, Fedorov Me7 Mechta, Kenilworth Me7, AS+ Ltd AC-4 ali pa Aircraft Cooperative Mechta AC-4 Russia.

## Različice
Mechta I
Prototip iz leta 1989 z 13,3 m (43,6 ft) metrskim razponom
Mechta II
Prototip iz leta 1991 13,3 m (43,6 ft) metrskim razponom
Russia I
Prototip iz leta 1992 11,0 m (36,1 ft) metrskim razponom
Russia II
Prototip iz leta 1991 12,6 m (41,3 ft) metrskim razponom
AC-4A Russia
Prvi proizvodni model z 12,6 m (41,3 ft) metrskim razponom in repnim kolesom
AC-4B Russia
Model z nosnim kolesom in nazaj pomaknjenim glavnim kolesom
AC-4C Russia
Izboljšana verzija z uvlačljivim podvozjem, predstavljena leta 1997
AC-4CK Russia
Izboljšana verzija, dobavljena v "kitu"
AC-4D Russia
Verzija z wingleti
AC-4M
Motorna verzija z uvlačljivim motorjem, predstavljena leta 1999
Solo AC-4
Trenutna verzija

## Specifikacije(AC-4)
Podatki iz Sailplane Directory and company